# Sacha Wigdorovits
Sacha Peter Wigdorovits (* 1952) ist ein Schweizer Journalist und Unternehmer.

## Leben
Sacha Wigdorovits schloss an der Universität Zürich ein phil. I-Studium ab. Einen Namen machte sich Wigdorovits während seiner Studienzeit als Bridgespieler. Er war Schweizer Meister und Mitglied des Schweizer Nationalteams, für das er an Europameisterschaften und Olympiaden sowie weiteren internationalen Wettkämpfen spielte.
Danach arbeitete er als Journalist, unter anderem beim Tages-Anzeiger Zürich, dann bei der SonntagsZeitung – zunächst als Chefreporter und danach als US-Korrespondent in New York. Nach seiner Rückkehr arbeitete er zunächst als stellvertretender Chefredaktor bei den Luzerner Neusten Nachrichten (LNN) und entwickelte für Ringier verschiedene Zeitungsprojekte, bevor er 1995 zunächst als Sportchef und dann als Chefredaktor zum Blick wechselte, um diesen neu zu positionieren und nach Jahren des Leserschwunds einen Turnaround zu schaffen. Er blieb dort bis 1997. Im Auftrag von Ringier kehrte er daraufhin in die Vereinigten Staaten zurück, um die Entwicklung im Internetbereich zu beobachten und an der Harvard Business School ein Advanced Management Program (AMP) zu absolvieren. Nach seiner Rückkehr in die Schweiz gründete er im August 1998 die Kommunikationsagentur Contract Media. Zu seinen ersten Mandaten gehörte die Krisenkommunikation im Zusammenhang mit dem Absturz des Swissair Fluges SR111 bei Halifax. Wenig später übertrug ihm das skandinavische Medienunternehmen Schibsted die Marktabklärung und anschliessend die Projektleitung zur Gründung der Gratiszeitung 20 Minuten, der heute auflagenstärksten Tageszeitung der Schweiz. Diese lancierte er im Dezember 1999 und gehörte ihr bis zum Verkauf an das Medienhaus Tamedia im Jahr 2003 als Verwaltungsrat und Investor an.
Von September 2007 bis Oktober 2008 war Sacha Wigdorovits Verleger der Gratiszeitung .ch. Zu den Kunden seiner Kommunikationsagentur Contract Media gehören u. a. der Energiekonzern Axpo, der Uhrenhersteller Hublot, der Hörgerätehersteller Sonova, der Sportdetailhändler Intersport, Media Saturn Schweiz, das Online Partnervermittlungsinstitut Parship, die Falcon Private Bank und die Privatbank BSI sowie der ehemalige UBS-Verwaltungsratspräsident Peter Kurer, nach dessen Ausscheiden als Verwaltungsratspräsidenten der UBS AG. Wigdorovits engagierte sich bis 2016 bei der Audiatur-Stiftung, die nach eigenen Angaben für eine ausgewogene Berichterstattung über Israel eintritt.
In die Schlagzeilen geriet Wigdorovits im November 2009, als er Berater von Nachtclub-Besitzer und Millionärssohn Carl Hirschmann wurde. Erneut geriet Wigdorovits in die Schlagzeilen Ende August 2014, als Wigdorovits von verschiedenen Medien als «Drahtzieher» einer Kampagne gegen Geri Müller bezeichnet wurde, die letztlich dazu führte, dass dieser temporär aus seinem Amt als Stadtammann von Baden AG schied. Müller erklärte ausserdem, dass er als Nationalratskandidat nicht mehr antreten würde, erhielt allerdings einige seiner Amtspflichten als Stadtammann zurück. Er wurde 2017 aber als Stadtammann abgewählt. 2019 wurde Wigdorovits in dieser Angelegenheit vom Hauptvorwurf der versuchten Nötigung und Beihilfe zur Nötigung freigesprochen, hinsichtlich der Aufbewahrung und Kenntnisgabe unbefugt aufgenommener Gespräche wurde er hingegen zu einer zur Bewährung ausgesetzten Geldstrafe von 40 Tagessätzen zu 560 Franken (=22'400 Franken) verurteilt.
Wigdorovits lebt mit der Unternehmerin Ingrid Deltenre zusammen. Er ist Jüdischer Herkunft.

## Werke
- André Dosé, Sacha Wigdorovits: Sturmflug. André Dosés Rückblick auf seinen Kampf um die SWISS. Orell Füssli, Zürich 2004, ISBN 3-280-06053-2.